# Раду Негру
Раду Негру (Radu Negru) або Негру Воде (Negru Vodă) — легендарний засновник Волоського князівства, нібито правив в місті Куртя-де-Арджеш в кінці XIII століття. Його ім'я перекладається з румунської як «чорний воєвода». За переказом, вперше зафіксованому в літописі Кантакузенів XVII століття, він спустився в Волощину з Карпатських гір. З його ім'ям пов'язана легенда про майстра Маноле. У працях румунських істориків Чорний воєвода ототожнювався з Басарабом I Засновником, його батьком Токомеріем, а також з Раду I. Ймовірно, являє собою збірний образ.
Раду — ім'я, походить від слов'янського слова «радість». Сьогодні ім'я Раду є дуже поширеним ім'ям в Румунії та Молдові.